# 옥동초등학교 (울산)
옥동초등학교(玉洞初等學校)는 대한민국 울산광역시 남구 옥동에 있는 공립 초등학교이다.

## 학교 연혁
- 1981. 09. 01 옥동초등학교 설립인가
- 1982. 09. 01 신정국민학교에서 분리개교(17학급)
- 1993. 03. 01 옥서국민학교 분리
- 2001. 09. 01 격동초등학교 분리
- 2005. 09. 01 남산초등학교 분리
- 2014. 03. 01 34학급 편성
- 2016. 11. 15  2016 이웃사랑 나눔 문화 확산 우수학교 선정
- 2018. 12. 18  2018 학부모교육 확성화 우수학교 선정
- 2018. 12. 26 2018 학생생활지도 우수학교 선정
- 2019. 02. 14 제37회 졸업식 (169명, 졸업생총수: 12,883명)
- 2019. 03. 01 제15대 이진수 교장 부임
- 2020. 03. 01 ~ 2022. 02. 28 교실수업개선 연구학교 운영

## 참고 문헌
- 옥동초등학교 - 한국교육학술정보원 학교알리미

## 학교 상징
- 교화 - 철쭉 : 바위틈 사이에서 강한 생명력과 인내심으로 자라 화려한 자태를 자랑하는 철쭉은 우리들의 생활을 사랑과 화목으로 아름답게 가꾸게 하며, 우리 학교의 무궁한 발전을 상징하는 희망을 뜻함
- 교목 - 소나무 : 씩씩한 기상과 꿋꿋한 절개, 곧은 마음을 나타내는 소나무는 나날이 발전하는 우리 학교의 상징이며, 사방으로 향한 가지들은 선생님의 무한한 사랑과 포용, 그리고 슬기롭고 튼튼하게 자라는 어린이를 뜻함

## 같이 보기
- 옥동초등학교 축구단